# Deutscher Musical Theater Preis 2018

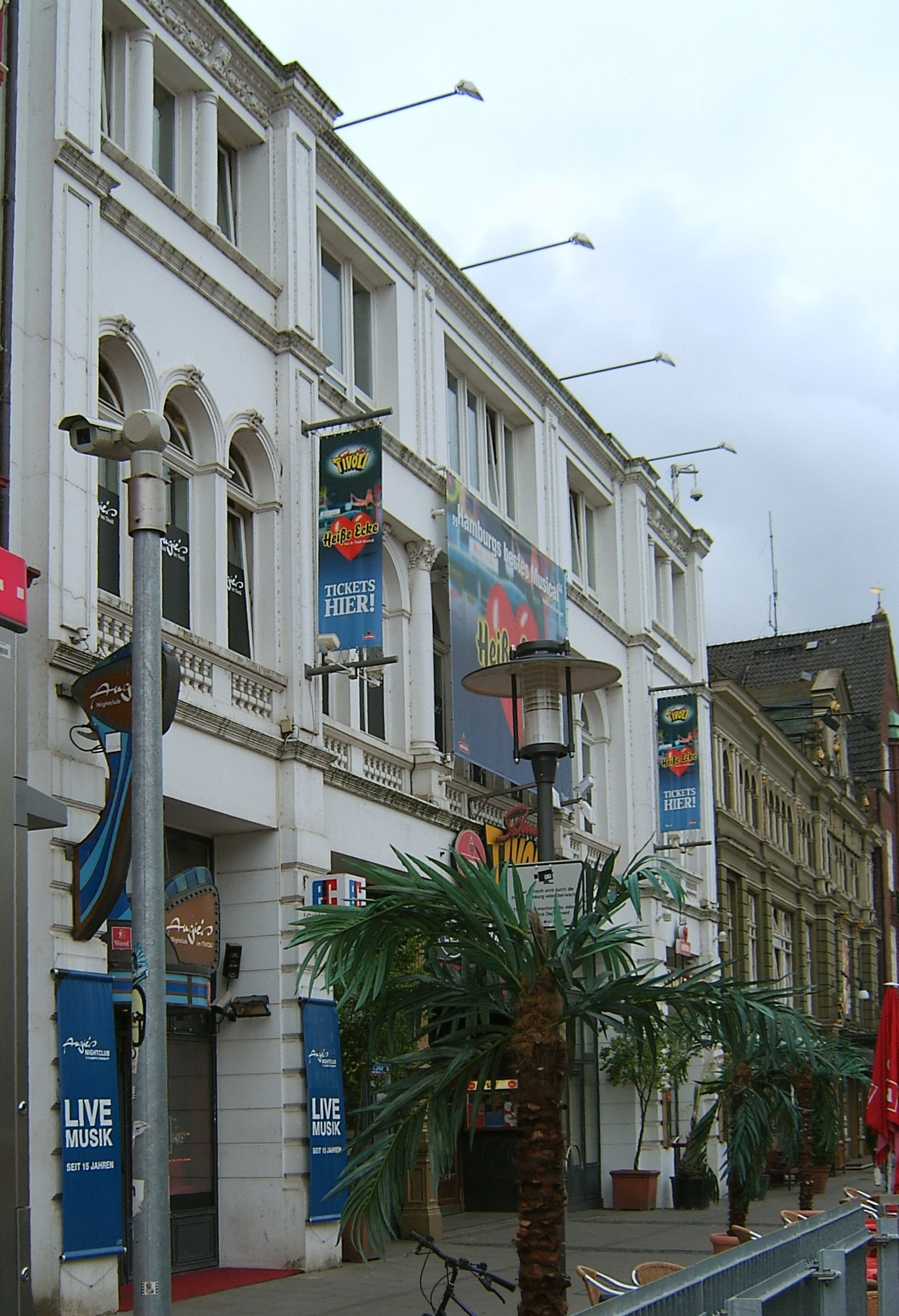
Schmidts Tivoli in Hamburg

Der Deutsche Musical Theater Preis 2018 wurde während einer Gala am 1. Oktober 2018 in Schmidts Tivoli in Hamburg vergeben. Nach der Wahl durch eine Jury wurden Preisträger in 14 verschiedenen Kategorien für ihre Leistungen gekürt. Es handelte sich um die fünfte Vergabe des Deutschen Musical Theater Preises. Die Verleihung wurde von Ole Lehmann moderiert. Der Ehrenpreis der Deutschen Musicalakademie ging 2018 an Pia Douwes, die auch als Beste Darstellerin in einer Hauptrolle für die Produktion „Ein wenig Farbe“ (Theatercouch, Wien) nominiert war. Die Laudatio auf die diesjährige Ehrenpreisträgerin hielt Michael Kunze.
Die Produktion Fack ju Göhte – Das Musical (Werk 7 – Theater im Werksviertel, München) war im Vorfeld in sieben Kategorien für den Deutschen Musical Theater Preis nominiert wurden – häufiger als jede andere Produktion. Im Jahr 2018 wurde erstmals ein Preis für das „beste Revival“ vergeben.
Fack ju Göhte – Das Musical wurde als bestes deutsches Musical des Jahres 2018 ausgezeichnet.

## Auswahlverfahren und Jury 2018
Für den Deutschen Musical Theater Preis 2018 konnten alle deutschsprachigen Musical-Uraufführungen nominiert werden, die im Zeitraum vom 15. August 2017 bis 14. August 2018 Premiere feierten und für mindestens acht Vorstellungen innerhalb des Wettbewerbszeitraums gespielt wurden.
Die Jury für den Deutschen Musical Theater Preis 2018 bestand aus:
- Dominik Donauer, Inhaber der Künstleragentur Artinia
- Inga Hilsberg, Chefdirigentin der Deutschen Musical Company und der Kölner Symphoniker
- Damian Omansen, Musikalischer Leiter und Arrangeur
- Boris Priebe, Dramaturg, Leitung des Musiktheaters beim Verlag Felix Bloch Erben in Berlin
- Florian Stanek, Darsteller und Autor
- Stephanie Tschöppe, Musicaldarstellerin, Opernsängerin, Vocalcoach

## Nominierte und Gewinner 2018
Die folgenden Musicals, Aufführungen und Personen wurden in 14 Kategorien für den Deutschen Musical Theater Preis 2018 nominiert. Die von der Jury gewählten Gewinner sind fett dargestellt.
Bestes Musical
- Fack ju Göhte – Das Musical (Werk 7 – Theater im Werksviertel, München)
- Herz aus Gold – Das Fugger Musical (Theater Augsburg)
- Jana & Janis – Sag einfach Jein (Schmidt Theater, Hamburg)

Bestes Revival
- Erwin Kannes – Trost der Frauen (Theater für Niedersachsen, Hildesheim)

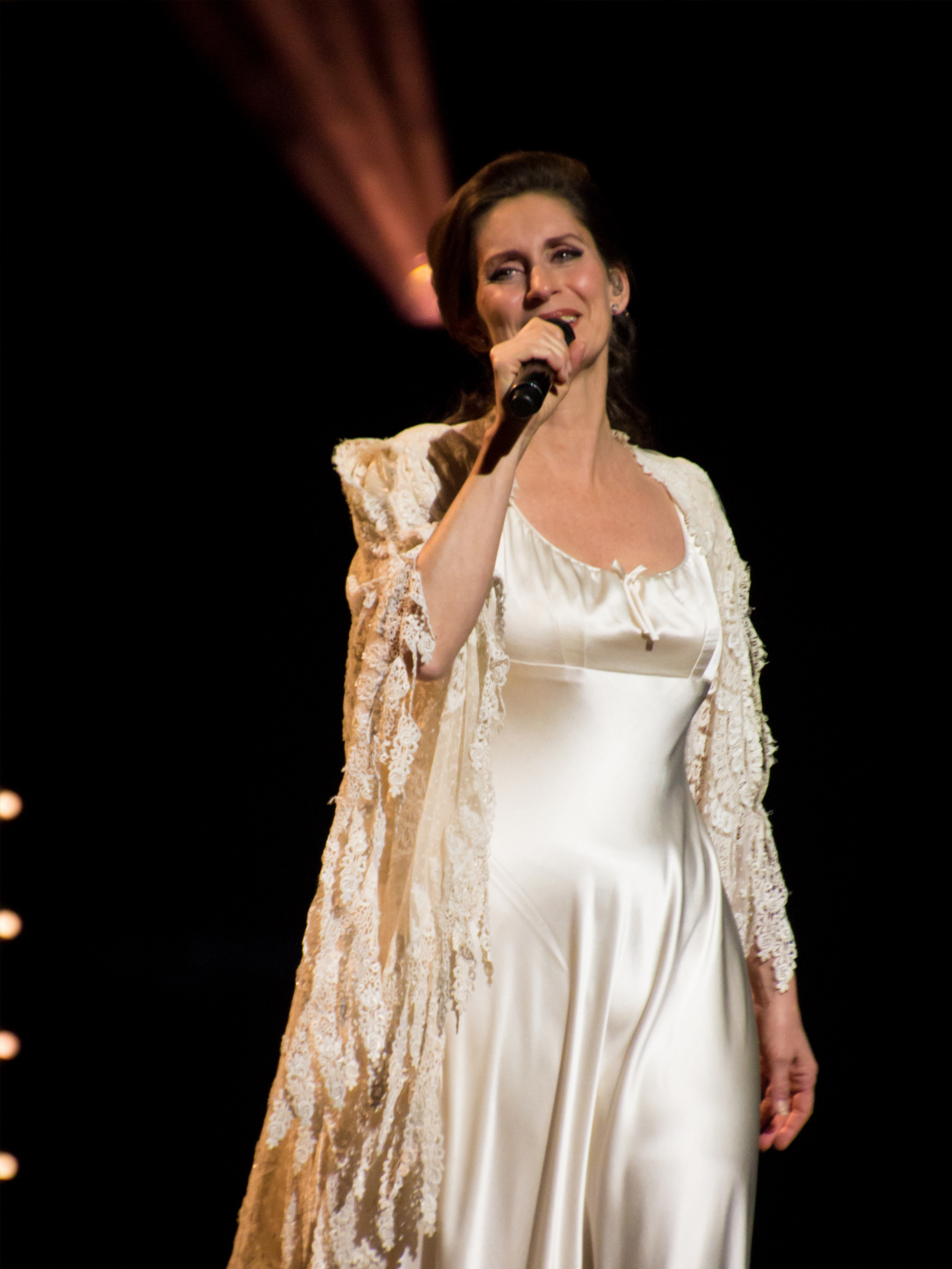
Pia Douwes

- Der gestiefelte Kater (Next Liberty Jugendtheater GmbH, Graz)
- Stella – Das blonde Gespenst vom Kurfürstendamm (Stadttheater Ingolstadt)

Beste Komposition
- Herz aus Gold – Das Fugger Musical (Musik: Stephan Kanyar, Theater Augsburg)
- Fack ju Göhte – Das Musical (Musik: Nicolas Rebscher, Kevin Schroeder, Simon Triebel, Werk 7, München)
- Jana & Janis – Sag einfach Jein (Musik: Lukas Nimscheck, Schmidt Theater, Hamburg)

Bestes Buch
- Welcome to Hell (Buch: Peter Lund, Neuköllner Oper, Berlin)
- Fack ju Göhte – Das Musical (Buch: Nicolas Rebscher, Kevin Schroeder, Simon Triebel, Werk 7, München)
- Jana & Janis – Sag einfach Jein (Buch: Constanze Behrends, Schmidt Theater, Hamburg)

Beste Liedtexte
- Jana & Janis – Sag einfach Jein (Texte: Lukas Nimscheck, Franziska Kuropka, Schmidt Theater, Hamburg)
- Fack ju Göhte – Das Musical (Texte: Nicolas Rebscher, Kevin Schroeder, Simon Triebel, Werk 7, München)
- Zzaun! – Das Nachbarschaftsmusical (Texte: Alexander Kuchinka, Staatsoperette Dresden)

Beste Darstellerin in einer Hauptrolle
- Janne Marie Peters (Jana & Janis – Sag einfach Jein, Schmidt Theater, Hamburg)
- Pia Douwes (Ein wenig Farbe, Theatercouch, Wien)
- Johanna Spantzel (Fack ju Göhte – Das Musical, Werk 7, München)

Bester Darsteller in einer Hauptrolle
- Florian Stanek (Der gestiefelte Kater, Next Liberty Jugendtheater GmbH, Graz)
- Alexander Prosek (Erwin Kannes – Trost der Frauen, Theater für Niedersachsen, Hildesheim)
- Chris Murray (Herz aus Gold – Das Fugger Musical, Theater Augsburg)

Beste Darstellerin in einer Nebenrolle
- Franziska Becker (Erwin Kannes – Trost der Frauen, Theater für Niedersachsen, Hildesheim)
- Patricia Nessy (Cinderella passt was nicht, Theater der Jugend, Wien)
- Kerstin Ibald (Dornröschen, Brüder Grimm Festspiele Hanau)

Bester Darsteller in einer Nebenrolle
- Christoph Marti (Coco – ein Transgendermusical, Konzert Theater Bern)
- Jürgen Brehm (Erwin Kannes – Trost der Frauen, Theater für Niedersachsen, Hildesheim)
- Robin Cadet (Fack ju Göhte – Das Musical, Werk 7, München)

Beste Regie
- Erwin Kannes – Trost der Frauen (Regie: Werner Bauer, Theater für Niedersachsen, Hildesheim)
- Cinderella passt was nicht (Regie: Werner Sobotka, Theater der Jugend, Wien)
- Welcome to Hell (Regie: Peter Lund, Neuköllner Oper, Berlin)

Beste Choreographie
- Zzaun! – Das Nachbarschaftsmusical (Choreographie: Danny Costello, Staatsoperette Dresden)
- Dornröschen (Choreographie: Bart De Clercq, Brüder Grimm Festspiele Hanau)
- Fack ju Göhte – Das Musical (Choreographie: Fredrik Rydman, Werk 7, München)

Bestes Bühnenbild
- Aus Tradition anders – Das Lilienmusical (Bühnenbild: Sarah Katharina Karl und Roman Rehor, Staatstheater Darmstadt)
- Herz aus Gold – Das Fugger Musical (Bühnenbild: Karel Spanhak, Theater Augsburg)
- Zzaun! – Das Nachbarschaftsmusical (Bühnenbild: Walter Vogelweider, Staatsoperette Dresden)

Bestes Musikalisches Arrangement
- Herz aus Gold – Das Fugger Musical (Arrangement: Stephan Kanyar, Theater Augsburg)
- Jedermann – Ein Musical vom Sterbenlernen (Arrangement: Wolfgang Böhmer, Stiftung Stift Neuzelle)
- Zzaun! – Das Nachbarschaftsmusical (Arrangement: Manfred Honetschläger, Peter Christian Feigel, Alexander Kuchinka, Staatsoperette Dresden)

Bestes Kostüm- / Maskenbild
- Herz aus Gold – Das Fugger Musical (Kostüm/Maske: Sven Bindseil, Jürgen Endres, Theater Augsburg)
- Der gestiefelte Kater (Kostüm/Maske: Rebeca Monteiro Neves, Next Liberty Jugendtheater GmbH, Graz)
- Erwin Kannes – Trost der Frauen (Kostüm/Maske: Bettina Köpp, Theater für Niedersachsen, Hildesheim)

Ehrenpreis
- Pia Douwes